# Uffo
Uffo, celým názvem Společenské centrum Trutnovska pro kulturu a volný čas, je multifunkční kulturní zařízení v Trutnově.

## Historie
Jméno získalo podle trutnovského rodáka, básníka Uffo Horna. Výstavba započala v říjnu 2008 a byla slavnostně otevřena 24. září 2010. Součástí budovy je i kavárna Kaffé Horn, Galerie Uffo a podzemní parkoviště pro 81 automobilů. Celková kapacita sálu činí 640 osob. Stavba získala v roce 2011 prestižní ocenění 19. ročníku architektonické soutěže o českou stavbu roku, kde vyhrála nad 42 přihlášenými projekty. Dále byla oceněna jako krajská stavba roku 2011 a dostala se i do top 168 světových kulturních staveb roku 2011.

## Varianty uspořádání

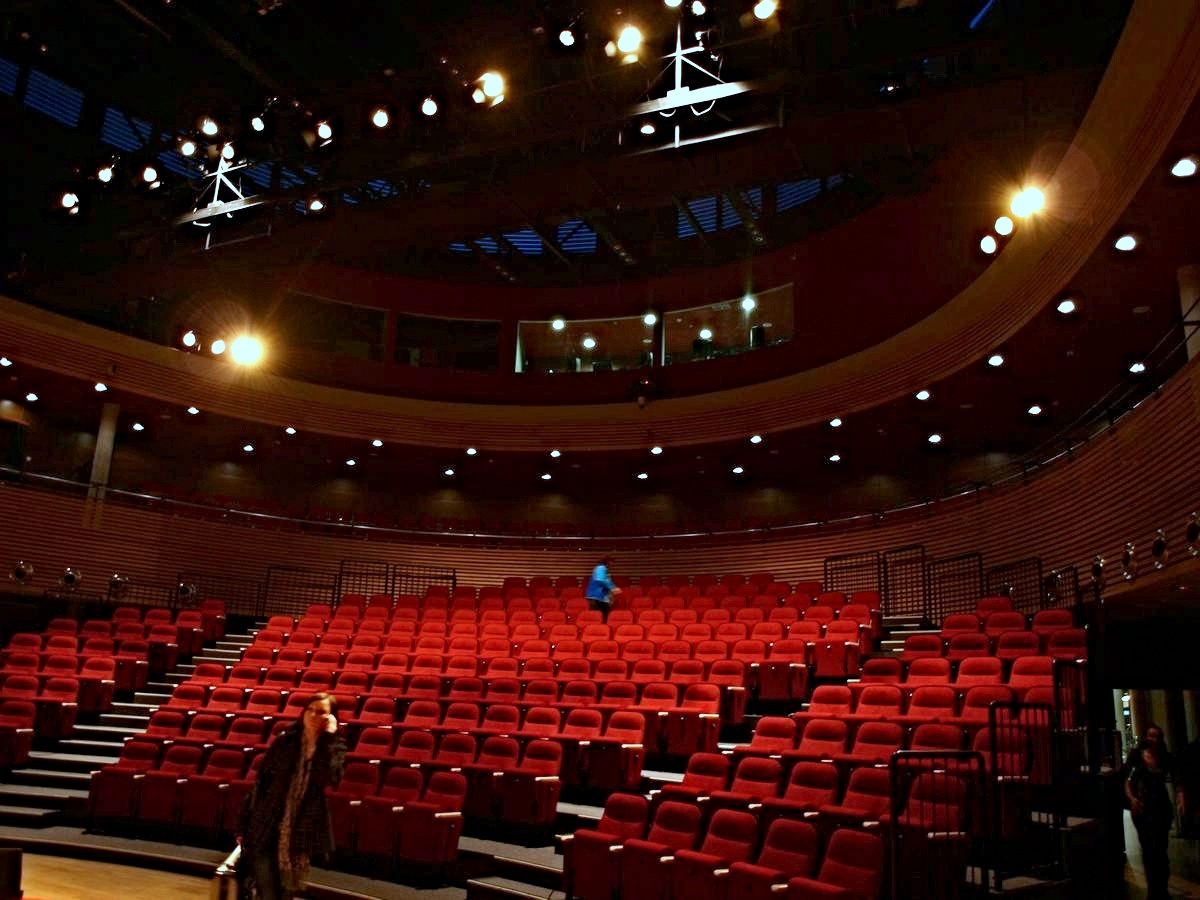
Hlediště

Díky modernímu technickému řešení se může sál snadno proměnit na následující varianty uspořádání:
- divadelní varianta - kukátková scéna: 356 míst
- divadelní varianta - aréna: 521 míst
- konferenční sál: 422 míst
- koncertní sál: 592 míst
- plesový sál: 456 míst

## Pravidelné akce

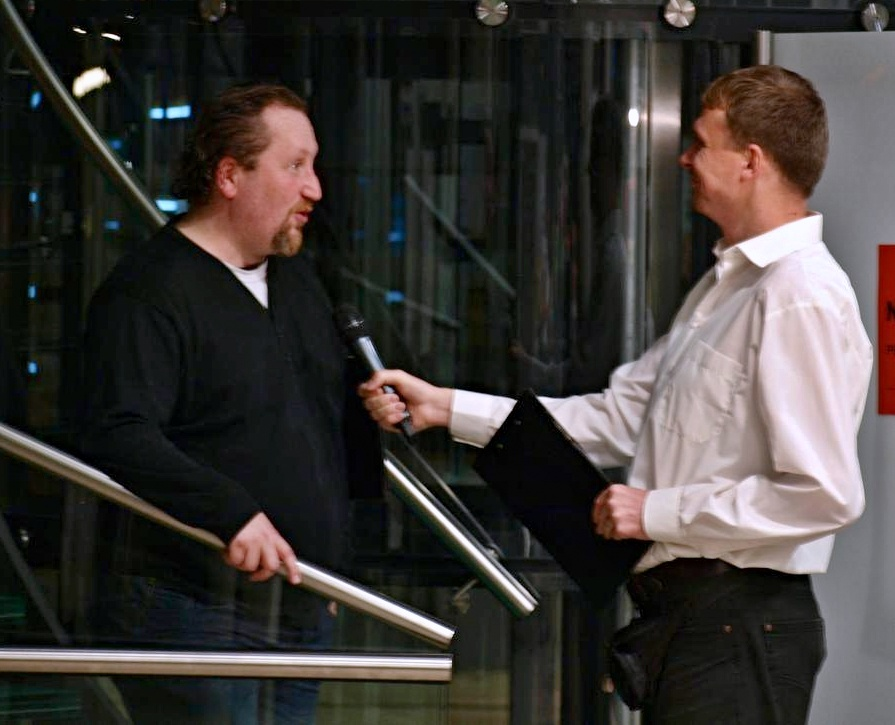
Rozhovor s ředitelem Uffo Liborem Kasíkem

- Cirk-UFF-Trutnov mezinárodní festival nového cirkusu (nejprestižnější ekonomický časopis světa The Economist zmínil ve své ročence World 2014, kde zveřejňuje nejdůležitější události roku v jednotlivých zemích, Cirk-UFF jako nejdůležitější událost roku hodnou pozornosti) [1]
- Jazzinec - mezinárodní jazzový festival externí odkaz
- Trutnovský podzim - festival komorní hudby
- divadelní představení, koncerty, výstavy, konference